# Arthur Ayrault
Arthur DeLancey "Dan" Ayrault, Jr., född 21 januari 1935 i Long Beach, död 24 februari 1990 i Seattle, var en amerikansk roddare.
Ayrault blev olympisk guldmedaljör i fyra utan styrman vid sommarspelen 1960 i Rom.